# بیشوفرود
بیشوفرود (به آلمانی: Bischofrod) یک شهر در آلمان است که در هیلدبورگهاوزن واقع شده‌است. بیشوفرود ۲۰۱ نفر جمعیت دارد.